# Henry Agar-Ellis (3e vicomte Clifden)
Henry Agar-Ellis, 3e vicomte Clifden (25 février 1825 - 20 février 1866) est homme politique et pair britannique.

## Biographie
Le vicomte Clifden est le fils aîné de George Agar-Ellis, 1er baron Dover et de son épouse Georgiana Howard, fille de George Howard, 6e comte de Carlisle. 
Il devient baron Dover à la mort de son père en 1833 et vicomte de Clifden à la mort de son grand-père en 1836. 
Il fait ses études au Collège d'Eton et à Christ Church, à Oxford, et est gentilhomme de la chambre du prince consort de 1846 à 1852. Il possède les chevaux de course à succès, Crucifix et son fils, Surplice.
Lady Clifden est plus tard une dame de la chambre à coucher de 1867 à 1872 et est nommée dame de l'ordre royal de Victoria et Albert (3e classe). En 1870, elle épouse Walter George Stirling de Faskine, 3e baronnet. Elle est décédée en avril 1896, à l'âge de 62 ans.

## Famille
Il épouse, le 23 septembre 1861, Eliza Horatia Frederica Seymour (1833-1896), fille de Frederick Charles William Seymour et d'Augusta Hervey. Ils ont trois enfants.
- Lucy Georgiana Mary Agar-Ellis (6 août 1862 - 20 octobre 1864), célibataire, sans enfants ;
- Lilah Georgiana Augusta Constance Agar-Ellis (6 août 1862 - 27 janvier 1944) épouse Luke White, 3e baron Annaly (25 février 1857 - 15 décembre 1922), dont descendance ;
- Henry Agar-Ellis, 4e vicomte Clifden (2 septembre 1863 - 28 mars 1895), célibataire, sans enfants.